# 親愛的 (2014年電影)
《亲爱的》（英語：Dearest；原名：亲爱的小孩）是2014年的一部华语电影，根据真人真事改编，陈可辛执导，赵薇、黄渤、佟大为和郝蕾主演。本片入選第71屆威尼斯影展非競賽單元。2014年9月25日，电影在华东师范大学举行了首映式，当晚18点在中国大陆公映。赵薇凭借本片赢得第34届香港电影金像奖最佳女主角奖。2021年12月6日，电影原型之一孙海洋在深圳市与孩子相认，片方和张译表示祝贺。

## 剧情
田文军（黄渤饰）与妻子鲁晓娟（郝蕾饰）婚姻破裂，但是文军仍对儿子田鹏十分爱重，可是在一次田鹏外出玩乐过程，田文军却发现儿子一去不返。在经尽艰辛下，终偏远山区寻回儿子，可是儿子田鹏却成为农村妇人李红琴（赵薇）的兒子吉刚，同时查出了李紅琴的丈夫拐带儿童，将田鹏及另一女童带走，但却因此为红琴日后到深圳埋下伏线。

## 演员表
| 演員   | 角色         | 原型   |
| 赵 薇  | 李红琴       | 高永侠 |
| 黄 渤  | 田文军       | 彭高峰 |
| 佟大为 | 高夏         |        |
| 郝 蕾  | 鲁晓娟       |        |
| 张 译  | 韩德忠       | 孙海洋 |
| 張國強 | 秦浩         |        |
| 张雨绮 | 樊芸         | 彭四英 |
| 李一情 | 楊吉芳       | 小粤粤 |
| 朱子墨 | 田鵬(楊吉剛) | 彭文乐 |
| 朱東旭 | 6岁田鵬      | 彭文乐 |
| 周品睿 | 3岁田鵬      | 彭文乐 |
| 黃建新 |              |        |
| 余皚磊 | 刘向東       |        |
| 刘 頔  | 唐青山       |        |

## 其他主创
- 出品人：覃宏、王长田
- 製片：许月珍
- 摄影：周书豪
- 美术设计：孙立
- 服装设计：吴里璐
- 发行：光线影业
- 监制：许月珍

## 前期筹备

### 片名和创作起源
- 本片创作灵感来自于央视《新闻调查》及2011年10月12日的《看见》两个专题报道《拐卖重伤》和2011年10月12日的《童年之殇》[4]，本片陈可辛最初命名《打拐》，后在中国国家广播电影电视总局剧本备案中，本片更名为《家》，开机前夕更名为《亲爱的小孩》，最後上映時用的片名為《親愛的》。[5]

### 选角
- 赵薇是陈可辛最早定下的演员，陈可辛更称这是一个晚了十年的约会。原来早在陈可辛创作他进入大陸的第一部片子《如果·爱》的时候，他就是瞄着赵薇的样子在创作女主角的样子，不过阴差阳错直到2014年两人才最终合作成功。[6][7]不过赵薇最初本想推掉本片，因为角色的生活经历、性格特质等方面与她相差太多，但因为朋友所说“除了陈可辛导演，再也不会有人找你演农民了”之语，赵薇决定接演。[8]这也成为赵薇时隔三年之后，再次出演影片。[9]
- 《中国合伙人》选角时，陈可辛便找过黄渤，但后者因拍摄《泰囧》而作罢。本次陈可辛在赵薇之后便定下黄渤。

## 制作
- 陈可辛选择了深圳火车站、广州、台州农村等地作为拍摄外景地。在广东南雄市坪田镇迳洞村冯屋拍摄了重要的“抢子戏”，由于当地较少拍摄影视剧且有著名演员的到来，引来了大量市民及游客的围观。拍摄时，围观群众颇为入戏，为赵薇饰演的母亲时而鼓劲时而难过[10]。剧中赵薇饰演的农村母亲为了争取女儿的抚养权，到律师事务所寻求法律帮助，得到了佟大为饰演的律师的帮助。这段剧情拍摄于位于广州市的北京盈科（广州）律师事务所，在2014年4月17日——18日两天内完成拍摄[11]。
- 赵薇称角色与她的巨大差距和难度令她“寝食难安”，家族并无白发史的她因为拍摄本片时长期处于痛苦、压抑、绝望的情绪，长出了白发[12]。并且在全片使用安徽方言表演[13]。

## 评价
在威尼斯国际电影节首场放映之后，《亲爱的》收获了外媒不俗的评价。普遍认为影片诚挚、感人，演员表演出色，但也对剧本产生了一些异议。
- 《好莱坞报道者》认为线索人物太多，故事应该更注重丢失孩子的家庭。演员方面，黄渤“表现了自己的能力不仅仅是一个夸张戏剧化的演员”，更称“赵薇证明了自己是中国的朱丽叶·比诺什”。[14]
- 影评人Richard Lormand在电影网站Filmpressplus上写到“《亲爱的》是情感的发电厂。它汇集了当今中国一些最顶级的演员： 女主角赵薇郝蕾和男主角黄渤佟大为张译，都呈现了最投入的表演。导演把新闻变成了一部引人入胜的电影：孩子丢失，寻找孩子，面对失去，还要面对找回。故事也许不新奇，但是精明的导演对题材的尊重和原创让我着迷。我不知道电影故事会如何发展，但是我喜欢这部令人心碎的电影里的每一个新线索。 我能感受到这部戏精心构筑的千百个情感点。还有赵薇对养母的演绎：WOW！”[15]
- 韩国导演金基德也对《亲爱的》给予了肯定，认为影片既悲伤又感人，金基德也表示自己之前跟陈可辛有过交流，对方是个出色的导演，他还表扬女主角赵薇的表现，称“演技非常优秀。”[16]
- 美国《综艺》杂志称赞“电影双重打动观众，前半段让你用心感受，后半段让你用脑思考。 ”尤其提到了反商业电影常规将影片分为两部分的后半部分“故事在中间转换的这个大胆举动，才带出了最强的表演者赵薇，赵薇展现了她角色的矛盾与心机。观众可以有各种理由去恨这个角色，相反却为她感同身受。我们平时在书本里学到的道德伦理好像到了她这部分已经不再适用了。 ”[17]
- 美国《时代周刊》将《亲爱的》列为该年举办的威尼斯与多伦多两个电影节的优秀电影之一，称“喜剧演员黄渤演出角色内心的撕裂，而最精彩的表演来自赵薇，这里，她演出一位简单的农村妇女，没有什么资源能夺回孩子。赵薇谱写了一个悲怆与绝望力量的交响曲。她体现了电影的信念：剥夺吾之所爱，吾必竭力争取。为此，你我要么英勇成功，或悲壮成仁。”[18]
- 电影人物原型之一的孙海洋、彭四英夫妇在本片制作完成后已经被导演邀请看过电影，电影首映式那天，放映刚刚开始彭四英便悄悄走出了放映厅，穿过过道，静静坐在空无一人的休息室里。她说不想再看第二遍了，“心里难受。赵薇（在片中扮演养母李红琴）出场后，是我感觉拍得最好的，尤其是赵薇的哭，那种真的是只有当妈的，才能体会得到的。”[19]

## 奖项与提名
| 年份 | 頒獎典禮                                               | 奖项                  | 姓名   | 结果 |
| ---- | ------------------------------------------------------ | --------------------- | ------ | ---- |
| 2014 | 第58屆伦敦电影节                                       | 最佳影片              |        | 提名 |
| 2014 | 第51屆金马奖                                           | 最佳女主角            | 赵薇   | 提名 |
| 2014 | 第10屆中美电影节                                       | 最佳女主角            | 赵薇   | 獲獎 |
| 2014 | 第2屆英國倫敦國際華語電影節                            | 最佳影片              |        | 獲獎 |
| 2014 | 第2屆英國倫敦國際華語電影節                            | 最佳導演              | 陳可辛 | 獲獎 |
| 2015 | 第21屆香港电影评论学会大奖                             | 最佳影片              |        | 提名 |
| 2015 | 第21屆香港电影评论学会大奖                             | 最佳导演              | 陈可辛 | 提名 |
| 2015 | 第21屆香港电影评论学会大奖                             | 最佳编剧              | 张冀   | 獲獎 |
| 2015 | 第21屆香港电影评论学会大奖                             | 最佳女演员            | 赵薇   | 獲獎 |
| 2015 | 第34屆香港电影金像奖                                   | 最佳電影              |        | 提名 |
| 2015 | 第34屆香港电影金像奖                                   | 最佳导演              | 陈可辛 | 提名 |
| 2015 | 第34屆香港电影金像奖                                   | 最佳编剧              | 张冀   | 提名 |
| 2015 | 第34屆香港电影金像奖                                   | 最佳男主角            | 黄渤   | 提名 |
| 2015 | 第34屆香港电影金像奖                                   | 最佳女主角            | 赵薇   | 獲獎 |
| 2015 | 第4屆华语电影迷影大奖                                  | 最佳女演员            | 赵薇   | 獲獎 |
| 2015 | 第9屆亚洲电影大奖                                      | 最佳女主角            | 赵薇   | 提名 |
| 2015 | 第5届《青年电影手册》年度评选                          | 年度十佳影片          |        | 提名 |
| 2015 | 第5届《青年电影手册》年度评选                          | 年度女演员            | 赵薇   | 提名 |
| 2015 | 第5届《青年电影手册》年度评选                          | 年度女演员            | 郝蕾   | 提名 |
| 2015 | 第5届豆瓣电影鑫像奖                                    | 最佳女演员 - 网友选择 | 赵薇   | 獲獎 |
| 2015 | 第5届豆瓣电影鑫像奖                                    | 最佳女演员 - 评委选择 | 郝蕾   | 獲獎 |
| 2015 | 第22届北京大学生电影节                                 | 最佳影片              |        | 獲獎 |
| 2015 | 第22届北京大学生电影节                                 | 最佳女演员            | 赵薇   | 獲獎 |
| 2015 | 中国控制吸烟协会2014年度热播国产影视剧烟草镜头监测结果 | 无烟影视奖            |        | 獲獎 |

## 票房
至10月12日，累计2.97亿元，最终成绩3.42亿。
| 上一届： 《猩球崛起：黎明之战》 | 2014年中国内地一周票房冠军 第39週（9月22日-9月28日） | 下一届： 《心花路放》 |

## 外部連結
- 豆瓣电影上《亲爱的》的資料 （简体中文）
- 时光网上《亲爱的》的資料（简体中文）
- 互联网电影数据库（IMDb）上《親愛的》的资料（英文）